# Lee Young-ik
Lee Young-ik (kor. 이영익; * 30. Juni 1966) ist ein ehemaliger südkoreanischer Fußballspieler, der bei Lucky Goldstar/Anyang LG spielte. Er stand zuletzt bei Daejeon Citizen als Trainer unter Vertrag. Er war zweimal für den Aufstieg von Sangju Sangmus im Jahr 2013 und 2015 mitverantwortlich.

## Karriere als Spieler

### Jugendzeit
Lee war von 1985 bis 1988 an der Korea University und wurde dort zum Verteidiger ausgebildet. Er unterschrieb nach seiner Ausbildungszeit einen Vertrag bei Lucky Goldstar. 

### Fußball-Karriere in Südkorea
In seiner ersten Saison 1989 wurde Lee mit seinem Team Vizemeister. Ein Jahr später konnte er die K League gewinnen. 1993 konnte er nochmals mit seinem Team Vizemeister werden. Ein Jahr später musste er sich im Pokalfinale mit seinem Team geschlagen geben und wurde ebenfalls nur zweitbestes Team des Wettbewerbes. Bis zu seinem Karriereende im Jahr 1997 bestritt er 161 Spiele und erzielte dabei fünf Tore.

## Karriere in der Nationalmannschaft
Er kam von 1990 bis 1996 zu insgesamt vier Einsätzen in der Nationalmannschaft. Ein Jahr vor seinem Karriereende trat er aus der Nationalmannschaft zurück.

## Karriere als Trainer
Nach Ende seiner Spielerkarriere wurde er bei Ulsan Hyundai Mipo Dockyard Dolphin FC Co-Trainer. Er blieb bis 2002 in Ulsan, ehe er 2003 als neuer Co-Trainer bei Daejeon Citizen vorgestellt wurde. Er blieb in Daejeon vier Jahre, ehe er danach zur Dongbuk High School ging und dort ebenfalls Co-Trainer wurde. Bis 2009 hatte er diesen Posten inne, von 2010 bis 2012 war er Trainer der Mannschaft. 2013 verkündete Sangju Sangmu FC, ihn als neuen Co-Trainer verpflichtet zu haben. Er blieb dort bis Ende 2015. 2016 wurde er Co-Trainer bei Gyeongnam FC, dort allerdings blieb er nicht lange. Nachdem Daejeon Citizen 2016 eine schlechte Saison gespielt hatte, wurde der Trainer entlassen und er wurde neuer Trainer in Daejeon. Daejeon war somit seine erste Station als Cheftrainer. Am 31. August 2017 (27. Spieltag) wurde er entlassen, da der Verein sich auf dem letzten Platz wiederfand. 

## Erfolge
- 1× K-League-Meister 1990
- 1× K-League-Challenge-Meister 2013 und 2015